# Euthymedes
Euthymedes (altgriechisch Εὐθυμήδες) war ein antiker griechischer Maler. Er ist heute nur noch von einer Erwähnung bei Plinius bekannt, wo er als nicht unbekannter Künstler genannt wird. Werke, die ihm zugeordnet werden können, sind heute nicht mehr bekannt. Auch eine zeitliche oder räumliche Einordnung ist nicht genauer möglich.